# Colonna del duca di York

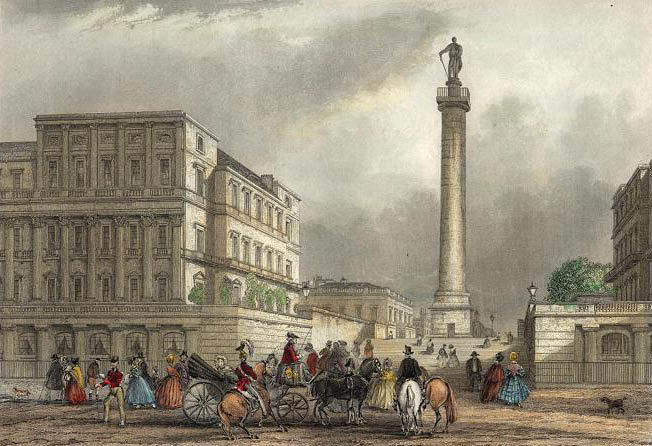
La colonna in una stampa di J.Woods pubblicata nel 1837.

La Duke of York Column è un monumento della città di Londra dedicato a Federico Augusto, duca di York e Albany, figlio secondogenito del re Giorgio III. La colonna si trova fra Regent Street e il Mall e venne costruita con granito di colore rosa; la statua raffigurante il duca, di bronzo e alta 14 piedi, fu scolpita dall'artista inglese Richard Westmacott nel 1834. 
Il duca Federico Augusto era un ufficiale in capo della British Army durante le guerre rivoluzionarie francesi. Quando morì nel 1827, fu l'esercito a pagare affinché fosse eretto un monumento commemorativo del duca: i lavori iniziarono nel 1833 e si conclusero l'anno seguente. 
Le dicerie popolari vogliono che la colonna fosse stata costruita tanto alta (37.6 m) perché il duca, in debito di circa 2 milioni di sterline, potesse sfuggire in questo modo ai suoi creditori.